# Dolina Dzika

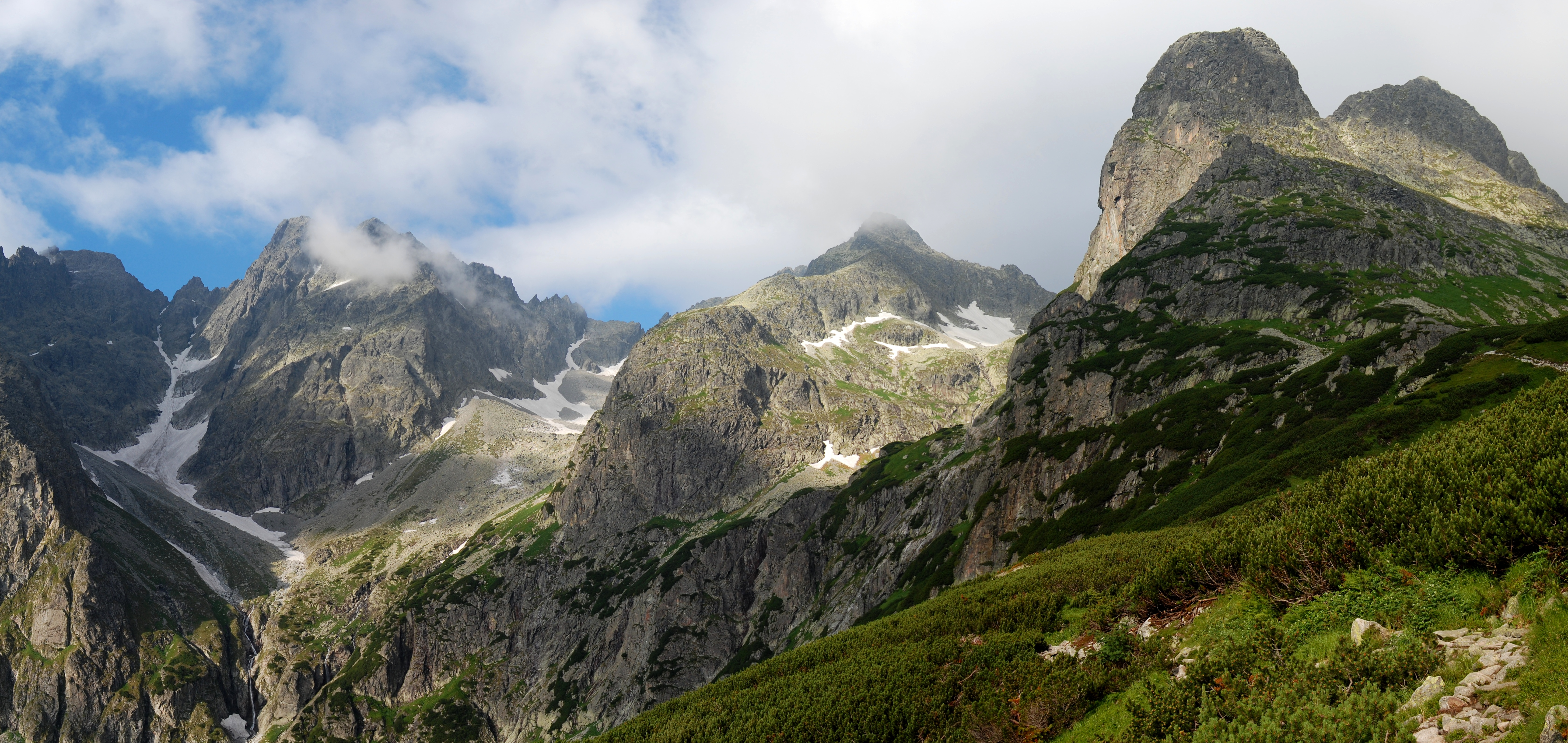
Miedziana Kotlina po lewej, dalej na prawo Durny Szczyt, Dolina Dzika, Baranie Rogi, Dolina Jastrzębia i Jastrzębia Turnia

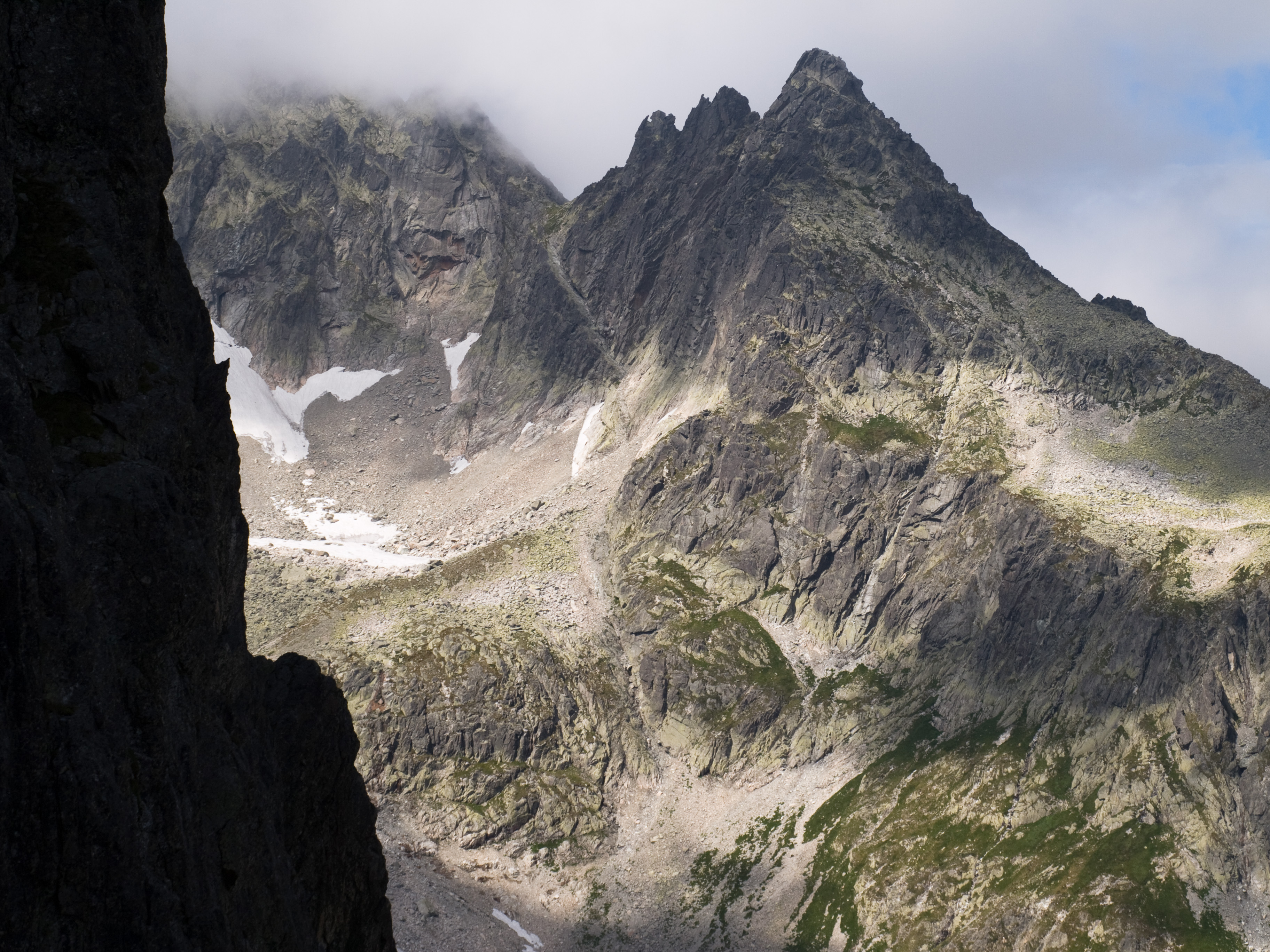
Czarny Szczyt i Papirusowe Turnie nad Doliną Dziką

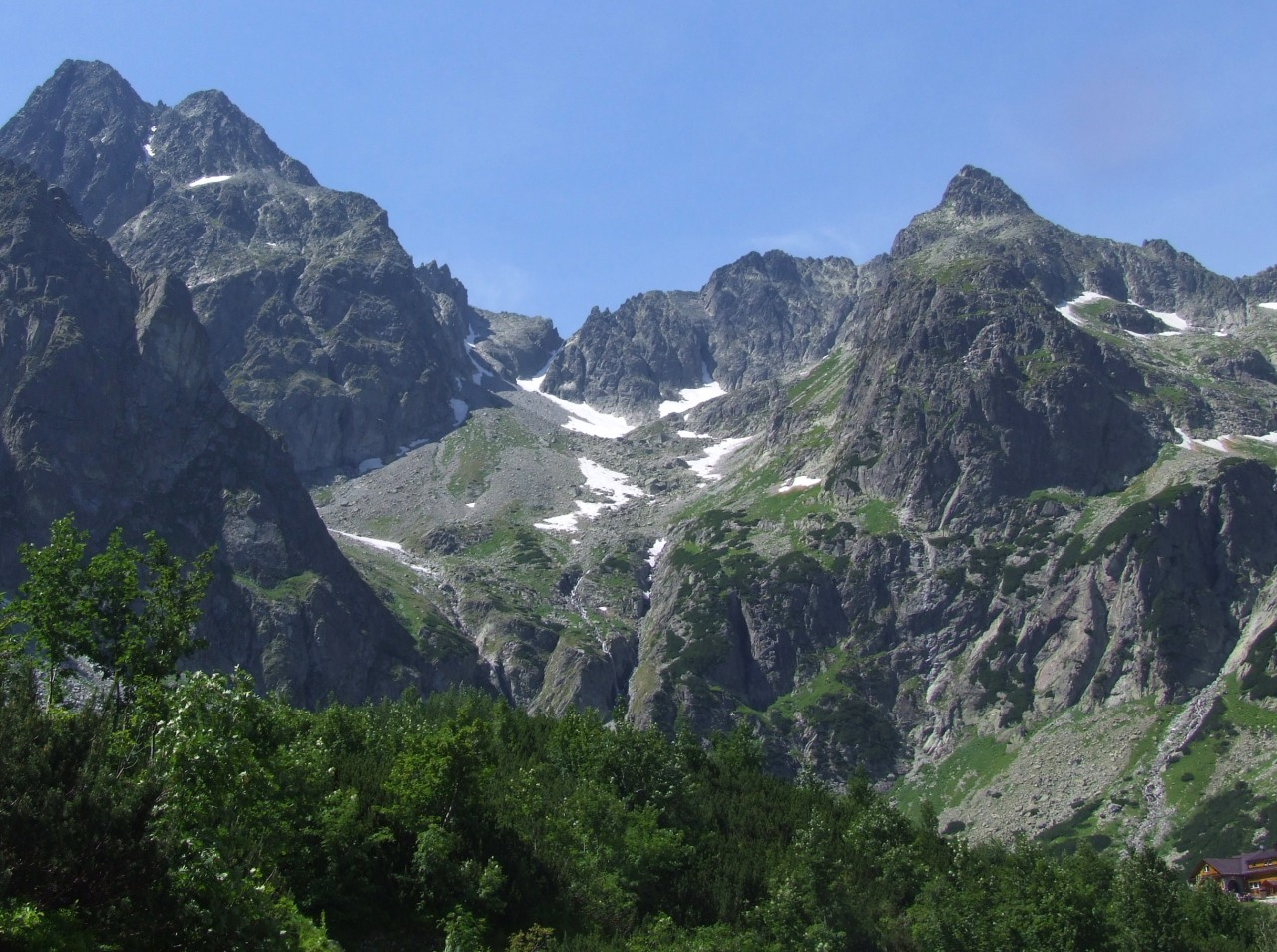
Dolina Dzika wznosząca się nad Zieloną Doliną Kieżmarską. U góry po lewej stronie Durny Szczyt i Mały Durny Szczyt

Dolina Dzika (słow. Veľká Zmrzlá dolina, niem. Großes Papirustal, węg. Nagy Papirusz-völgy) – niewielka wisząca dolinka polodowcowa, odgałęzienie Doliny Zielonej Kieżmarskiej (dolina Zeleného plesa) w Tatrach Wysokich na terenie Słowacji.

## Opis
Dzika Dolina wznosi się wysoko ponad Zielonym Stawem Kieżmarskim, oddzielona od Doliny Zielonej Kieżmarskiej wysokim progiem skalnym, z którego spadają wodospady, tzw. Dzikie Siklawy: Długi Wodospad (Dlhý vodopád) i Miedziana Siklawa (Medený vodopád). Górna część doliny nazywana jest Baranią Kotliną. Dolina ma odnogę – Miedzianą Kotlinę podchodzącą pod szczyt Łomnicy. Śnieg utrzymuje się tutaj niemal przez cały rok, w Miedzianej Kotlinie znajduje się płat nigdy nie topniejącego śniegu zwany Miedzianym Śnieżnikiem. Dawniej liczne w tej dolinie świstaki i kozice zostały wypłoszone przez helikoptery i narciarzy.

## Topografia
- od północy z Doliną Jastrzębią (Malá Zmrzlá dolina), rozdziela je grzęda schodząca z Czarnego Szczytu (Čierny štít, 2434 m n.p.m.),
- od zachodu z Doliną Czarną Jaworową (Čierna Javorová dolina), rozdziela je grań główna Tatr od Czarnego Szczytu do Wyżniego Baraniego Zwornika w masywie Baranich Rogów (Baranie rohy, 2526 m),
- od południa z Doliną Małej Zimnej Wody (Malá Studená dolina), rozdziela je boczna grań odchodząca od Wyżniego Baraniego Zwornika przez Baranie Rogi, Spiską Grzędę (Spišský štít, 2483 m) oraz Pięciostawiańską Turnię (Veterný štít, 2515 m) do Małego Durnego Szczytu (Malý Pyšný štít, 2592 m),
- od południowego wschodu z Miedzianą Kotliną (Medená kotlina), rozdziela je długi filar odchodzący od Małego Durnego Szczytu.

## Nazewnictwo
Polska nazwa doliny pochodzi od jej dzikiego wyglądu. Dawna słowacka nazwa również była podobna (Divoká dolina), później jednak Słowacy zmienili ją, by odróżniała się od nazwy polskiej. Nazwa węgierska i niemiecka (w tłumaczeniu na polski Wielka Papirusowa Dolina) odwołują się do dawnego poszukiwacza skarbów w tej dolinie o nazwisku Johann Andreas Papirus.

## Turystyka i narciarstwo
Dolina Dzika, widoczna z Magistrali Tatrzańskiej z Rakuskiej Przełęczy poniżej Rakuskiej Czuby (Veľká Svišťovka, 2037 m) oraz z Doliny Zielonej Kieżmarskiej, należy do trudno dostępnych dolin tatrzańskich. Przez dolinę nie przebiega żaden znakowany szlak turystyczny. Nieoznakowana, zabezpieczona w 1904 r. trasa prowadzi na Baranią Przełęcz (Baranie sedlo, 2389 m) do Doliny Pięciu Stawów Spiskich (górnego piętra Doliny Małej Zimnej Wody). Jednakże w lecie dolina udostępniona jest dla narciarzy, można tutaj uprawiać skialpinizm, narciarze jeżdżą po płatach śniegu niemal przez całe lato. Od 1976 r. pod Baranimi Rogami montowany był przenośny wyciąg narciarski.
Do doliny koziarze, górnicy i poszukiwacze skarbów trafiali już w XVIII wieku. Pierwszą znaną osobą, która odwiedziła Dolinę Dziką, był Robert Townson z przewodnikiem 6 sierpnia 1793 r. Zapewne przed 1800 r. dotarł tu również profesor kieżmarskiego liceum Christian Genersich. W zimie w dolinie byli 26 grudnia 1906 r. Imre Barcza, Johann Breuer junior i Paul Spitzkopf junior.